# Superliga de Grecia 2019-20
La temporada 2019-20 fue la edición número 84 de la Superliga de Grecia. La temporada comenzó el 24 de agosto de 2019 y finalizó el 19 de julio de 2020.
Los 14 equipos participantes jugaron entre sí todos contra todos dos veces totalizando 26 partidos cada uno, al término de la fecha 26 el primer clasificado obtendrá un cupo para la tercera ronda de la Liga de Campeones 2020-21 en la ruta de los campeones, mientras que del segundo se clasificará a la segunda ronda de la Liga de Campeones 2020-21. Por otro lado los dos últimos clasificado descenderán a la Superliga 2.

## Ascensos y descensos
Al término de la temporada 2018-19, fueron relegados el PAS Giannina, Levadiakos y el Apollon Smyrnis, y ascendió de la Football League el campeón Volos.
| Pos. | Descendidos de la Superliga de Grecia 2018-19 |
| ---- | --------------------------------------------- |
| 14.º | PAS Giannina                                  |
| 15.º | Levadiakos                                    |
| 16.º | Apollon Smyrnis                               |

| Pos. | Ascendido de la Football League 2018-19 |
| ---- | --------------------------------------- |
| 1.º  | Volos                                   |

## Formato
Los 14 equipos participantes jugaron entre sí todos contra todos dos veces totalizando 26 partidos cada uno, al término de la fecha 26 los seis primeros clasificados pasaran a jugar el Grupo campeonato, mientras que los ocho restantes pasaran a jugar el grupo descenso. Los puntos obtenidos hasta la fecha 26 serán transferidos a la segunda fase, ya sea a la Ronda por el campeonato o a la Ronda por la permanencia.
En la Ronda por el campeonato los equipos jugaran entre sí dos vez, sumando diez partidos más, el primer clasificado se coronó campeón de la liga y obtuvo un cupo para la Tercera ronda de la Liga de Campeones 2020-21; el subcampeón obtuvo un cupo para la Segunda ronda de la Liga de Campeones, mientras que el tercero y el cuarto obtuvieron un cupo para la Segunda ronda de la Liga Europea 2020-21. 
En la Ronda por la permanencia los ocho equipos jugaran entre sí una vez, sumando siete partidos más, el último clasificado descendió a la Superliga 2 2020-21.
Un cupo para la tercera ronda de la Liga Europea 2020-21 fue asignado al campeón de la Copa de Grecia 2019-20.

## Información de los equipos
- A continuación se muestra la lista de clubes que compiten en la Superliga 2019-20, con su ubicación y estadio.
| Equipo            | Ciudad       | Estadio                          | Capacidad |
| ----------------- | ------------ | -------------------------------- | --------- |
| AEK Atenas        | Atenas       | Estadio Olímpico de Atenas       | 71.030    |
| AEL               | Larissa      | AEL FC Arena                     | 16,118    |
| Aris Thessaloniki | Thessaloniki | Estadio Kleanthis Vikelidis      | 22,800    |
| Asteras Tripoli   | Trípoli      | Estadio Theodoros Kolokotronis   | 7,442     |
| Atromitos         | Peristeri    | Estadio Peristeri                | 9,050     |
| Lamia             | Lamía        | Estadio Municipal de Lamia       | 5,500     |
| OFI               | Heraklion    | Estadio Theodoros Vardinogiannis | 9,088     |
| Olympiacos        | Piraeus      | Estadio Georgios Karaiskakis     | 33.334    |
| Panathinaikos     | Atenas       | Estadio Apostolos Nikolaidis     | 16.620    |
| Panetolikos       | Agrinio      | Estadio Panetolikos              | 7,321     |
| Panionios         | Nea Smyrni   | Estadio Nea Smyrni               | 11,700    |
| PAOK Salónica     | Thessaloniki | Estadio La Tumba                 | 29.000    |
| Volos             | Volos        | Estadio Panthessaliko            | 22,700    |
| Xanthi            | Xanthi       | Xanthi Arena                     | 7,244     |

## Temporada regular

### Tabla de posiciones
| Pos. | Equipo           | Pts. | PJ | G  | E  | P  | GF | GC | Dif. | Clasificación 2019–20    |
| ---- | ---------------- | ---- | -- | -- | -- | -- | -- | -- | ---- | ------------------------ |
| 1    | Olympiacos       | 66   | 26 | 20 | 6  | 0  | 53 | 9  | +44  | Ronda por el campeonato  |
| 2    | PAOK Salónica    | 59   | 26 | 18 | 5  | 3  | 50 | 23 | +27  | Ronda por el campeonato  |
| 3    | AEK Atenas       | 51   | 26 | 15 | 6  | 5  | 42 | 22 | +20  | Ronda por el campeonato  |
| 4    | Panathinaikos    | 44   | 26 | 12 | 8  | 6  | 35 | 23 | +12  | Ronda por el campeonato  |
| 5    | OFI              | 34   | 26 | 10 | 4  | 12 | 35 | 35 | 0    | Ronda por el campeonato  |
| 6    | Aris Salónica    | 34   | 26 | 8  | 10 | 8  | 38 | 32 | +6   | Ronda por el campeonato  |
| 7    | Atromitos        | 32   | 26 | 9  | 5  | 12 | 31 | 36 | −5   | Ronda por la permanencia |
| 8    | AEL              | 30   | 26 | 7  | 9  | 10 | 28 | 33 | −5   | Ronda por la permanencia |
| 9    | Xanthi           | 30   | 26 | 8  | 6  | 12 | 21 | 32 | −11  | Ronda por la permanencia |
| 10   | Asteras Tripolis | 30   | 26 | 8  | 6  | 12 | 33 | 37 | −4   | Ronda por la permanencia |
| 11   | Lamia            | 27   | 26 | 5  | 12 | 9  | 19 | 33 | −14  | Ronda por la permanencia |
| 12   | Volos            | 27   | 26 | 7  | 6  | 13 | 23 | 42 | −19  | Ronda por la permanencia |
| 13   | Panetolikos      | 17   | 26 | 3  | 8  | 15 | 20 | 42 | −22  | Ronda por la permanencia |
| 14   | Panionios        | 11   | 26 | 4  | 5  | 17 | 16 | 45 | −29  | Ronda por la permanencia |

Actualizado a los partidos jugados el 1 de marzo de 2020.
 Fuente: Superleague Grecia, Soccerway
Criterios de clasificación: 1) Puntos; 2) puntos entre sí; 3) diferencia de goles; 4) Goles marcados.
Notas:
1. 1 2  Puntos cara a cara: OFI 4 puntos, Aris Salónica 1 puntos
2. 1 2 3  Puntos cara a cara: AEL Larissa 7 puntos, Xanthi 6 puntos, Asteras Tripolis 4 puntos.
3. 1 2  Puntos cara a cara: Lamia 3 puntos, Volos 3 puntos; Diferencia de Goles, Lamia -14, Volos -19
4. ↑  Panionios se le restaron 6 puntos por no obtener la licencia de participación a tiempo.[1]

### Resultados
| Local \ Visitante | AEK | AEL | ARI | AST | ATR | LAM | OFI | OLY | PNA | PNE | PIO | PAK | VOL | XAN |
| ----------------- | --- | --- | --- | --- | --- | --- | --- | --- | --- | --- | --- | --- | --- | --- |
| AEK Atenas        | —   | 3–0 | 1–1 | 2–1 | 3–2 | 2–0 | 3–0 | 0–0 | 1–0 | 3–1 | 5–0 | 2–2 | 3–2 | 1–2 |
| AEL               | 0–0 | —   | 0–0 | 3–0 | 1–2 | 0–3 | 3–2 | 0–1 | 0–2 | 2–2 | 2–0 | 1–2 | 2–1 | 3–0 |
| Aris Salónica     | 0–1 | 2–3 | —   | 2–1 | 1–2 | 1–1 | 1–1 | 1–2 | 4–0 | 2–0 | 2–0 | 4–2 | 4–0 | 1–0 |
| Asteras Tripolis  | 2–3 | 1–1 | 1–1 | —   | 2–1 | 4–1 | 2–0 | 0–5 | 1–1 | 2–1 | 2–0 | 1–2 | 0–0 | 5–0 |
| Atromitos         | 0–1 | 1–1 | 2–2 | 2–1 | —   | 1–1 | 2–1 | 0–1 | 0–1 | 2–0 | 4–0 | 2–3 | 0–0 | 1–0 |
| Lamia             | 0–0 | 0–0 | 2–2 | 1–1 | 2–2 | —   | 2–1 | 0–4 | 1–1 | 0–0 | 1–1 | 0–1 | 1–0 | 1–0 |
| OFI               | 1–0 | 0–0 | 3–1 | 3–1 | 1–0 | 3–0 | —   | 0–1 | 1–1 | 3–1 | 4–1 | 0–1 | 1–2 | 2–0 |
| Olympiacos        | 2–0 | 4–1 | 4–2 | 1–0 | 2–0 | 2–0 | 2–1 | —   | 1–0 | 2–0 | 4–0 | 1–1 | 5–0 | 3–1 |
| Panathinaikos     | 3–2 | 1–2 | 0–0 | 1–0 | 3–0 | 2–0 | 1–3 | 1–1 | —   | 3–1 | 3–0 | 2–0 | 4–1 | 0–1 |
| Panetolikos       | 0–1 | 2–2 | 2–0 | 1–1 | 0–1 | 1–1 | 2–0 | 0–3 | 0–0 | —   | 1–0 | 0–3 | 1–1 | 1–2 |
| Panionios         | 1–1 | 1–0 | 1–1 | 0–1 | 1–0 | 0–1 | 1–2 | 1–1 | 0–1 | 3–0 | —   | 0–2 | 1–2 | 0–0 |
| PAOK Salónica     | 1–0 | 1–0 | 2–2 | 3–1 | 5–1 | 3–0 | 4–0 | 0–1 | 2–2 | 2–1 | 2–1 | —   | 1–0 | 2–0 |
| Volos             | 1–3 | 0–0 | 1–0 | 0–1 | 2–3 | 1–0 | 1–0 | 0–0 | 1–1 | 3–2 | 2–1 | 0–2 | —   | 1–3 |
| Xanthi            | 0–1 | 2–1 | 0–1 | 2–1 | 1–0 | 0–0 | 2–2 | 0–0 | 0–1 | 0–0 | 1–2 | 1–1 | 3–1 | —   |

## Ronda por el campeonato

### Tabla de posiciones
| Pos. | Equipo         | Pts. | PJ | G  | E  | P  | GF | GC | Dif. | Clasificación 2020–21                 |
| ---- | -------------- | ---- | -- | -- | -- | -- | -- | -- | ---- | ------------------------------------- |
| 1    | Olympiacos (C) | 91   | 36 | 28 | 7  | 1  | 74 | 16 | +58  | Tercera ronda de la Liga de Campeones |
| 2    | PAOK Salónica  | 73   | 36 | 21 | 10 | 5  | 58 | 29 | +29  | Segunda ronda de la Liga de Campeones |
| 3    | AEK Atenas     | 69   | 36 | 20 | 9  | 7  | 59 | 32 | +27  | Tercera ronda de la Liga Europea      |
| 4    | Panathinaikos  | 58   | 36 | 15 | 13 | 8  | 43 | 32 | +11  |                                       |
| 5    | Aris Salónica  | 42   | 36 | 10 | 12 | 14 | 48 | 51 | −3   | Segunda ronda de la Liga Europea      |
| 6    | OFI            | 36   | 36 | 10 | 6  | 20 | 41 | 54 | −13  | Segunda ronda de la Liga Europea      |

Actualizado a los partidos jugados el 19 de julio de 2020.
 Fuente: Superleague Grecia, Soccerway
Criterios de clasificación: 1) Puntos; 2) puntos entre sí; 3) diferencia de goles; 4) Goles marcados.
Notas:
1. ↑  El 24 de abril de 2018, el Panathinaikos fue expulsado de las competiciones europeas por 3 años, debido a que el club griego no pago sus deudas antes del 1 de marzo, que era la fecha límite impuesta por la UEFA. Ya que la temporada 2018-19 y 2019-20 no clasificaron, la expulsión se hace efectiva para la temporada 2020-21.[3]

### Resultados
| Local \ Visitante | AEK | ARI | OFI | OLY | PNA | PAK |
| ----------------- | --- | --- | --- | --- | --- | --- |
| AEK Atenas        | —   | 2–2 | 2–0 | 1–2 | 1–1 | 0–0 |
| Aris Salónica     | 1–4 | —   | 3–1 | 2–4 | 0–1 | 0–2 |
| OFI               | 0–2 | 0–1 | —   | 1–3 | 0–0 | 2–2 |
| Olympiacos        | 3–0 | 3–1 | 2–1 | —   | 3–0 | 0–1 |
| Panathinaikos     | 1–3 | 2–0 | 3–2 | 0–0 | —   | 0–0 |
| PAOK Salónica     | 0–2 | 0–0 | 3–1 | 0–1 | 0–0 | —   |

## Ronda por la permanencia

### Tabla de posiciones
| Pos. | Equipo           | Pts. | PJ | G  | E  | P  | GF | GC | Dif. | Clasificación 2020–21                          |
| ---- | ---------------- | ---- | -- | -- | -- | -- | -- | -- | ---- | ---------------------------------------------- |
| 1    | Asteras Tripolis | 43   | 33 | 11 | 10 | 12 | 44 | 42 | +2   |                                                |
| 2    | Atromitos        | 42   | 33 | 11 | 9  | 13 | 41 | 43 | −2   |                                                |
| 3    | AEL              | 36   | 33 | 8  | 12 | 13 | 32 | 42 | −10  |                                                |
| 4    | Lamia            | 35   | 33 | 6  | 17 | 10 | 23 | 36 | −13  |                                                |
| 5    | Volos            | 31   | 33 | 8  | 7  | 18 | 27 | 54 | −27  |                                                |
| 6    | Panetolikos      | 29   | 33 | 6  | 11 | 16 | 30 | 48 | −18  |                                                |
| 7    | Xanthi           | 24   | 33 | 9  | 9  | 15 | 25 | 38 | −13  | Play-off de descenso                           |
| 8    | Panionios        | 23   | 33 | 7  | 8  | 18 | 20 | 48 | −28  | Descenso a Segunda Superliga de Grecia 2020-21 |

Actualizado a los partidos jugados el 18 de julio de 2020.
 Fuente: Superleague Grecia, Soccerway
Criterios de clasificación: 1) Puntos; 2) puntos entre sí; 3) diferencia de goles; 4) Goles marcados.
Notas:
1. ↑  Xanthi se le dedujeron 12 puntos[4]
2. ↑  Panionios se le restaron 6 puntos por no obtener la licencia de participación a tiempo.[1]

### Resultados
| Local \ Visitante | AEL | AST | ATR | LAM | PNE | PIO | VOL | XAN |
| ----------------- | --- | --- | --- | --- | --- | --- | --- | --- |
| AEL               | —   | 1–2 | —   | —   | —   | 0–0 | 3–1 | 0–0 |
| Asteras Tripolis  | —   | —   | 1–1 | 1–1 | —   | 0–0 | 4–0 | —   |
| Atromitos         | 3–0 | —   | —   | 1–1 | 2–2 | 0–0 | —   | —   |
| Lamia             | 0–0 | —   | —   | —   | 2–0 | 0–1 | —   | 0–0 |
| Panetolikos       | 3–0 | 1–1 | —   | —   | —   | —   | 1–0 | —   |
| Panionios         | —   | —   | —   | —   | 0–2 | —   | 1–0 | 2–1 |
| Volos             | —   | —   | 2–3 | 0–0 | —   | —   | —   | 1–0 |
| Xanthi            | —   | 1–2 | 1–0 | —   | 1–1 | —   | —   | —   |

## Playoffs de descenso
El equipo ubicado en la posición 13 jugó un partido de ida y vuelta con el segundo clasificado de la Segunda Superliga 2019-20
| Equipo 1 | Agr. | Equipo 2        | Ida | Vuelta |
| -------- | ---- | --------------- | --- | ------ |
| Xanthi   | 1–4  | Apollon Smyrnis | 0–1 | 1–3    |

- Apollon Smyrnis asciende a la Superliga para la temporada 2020-21, mientras que Xanthi desciende a la Superliga 2.

## Estadísticas jugadores

### Goleadores
- Actualizado al 12 de enero de 2020.
| Pos. | Jugador           | Club              | Goles |
| ---- | ----------------- | ----------------- | ----- |
| 1    | Youssef El-Arabi  | Olympiacos        | 20    |
| 2    | Nélson Oliveira   | AEK Atenas        | 14    |
| 2    | Giorgos Manousos  | Atromitos         | 14    |
| 2    | Federico Macheda  | Panathinaikos     | 14    |
| 5    | Bruno Gama        | Aris Thessaloniki | 12    |
| 6    | Karol Świderski   | PAOK              | 11    |
| 6    | Jerónimo Barrales | Asteras Tripolis  | 11    |
| 6    | João Figueiredo   | OFI               | 11    |
| 9    | Luis Fernández    | Asteras Tripolis  | 10    |
| 10   | Marko Livaja      | AEK Atenas        | 9     |

### Asistencias
| Rank | Jugador             | Club              | Asistencias |
| ---- | ------------------- | ----------------- | ----------- |
| 1    | Mathieu Valbuena    | Olympiacos        | 13          |
| 2    | Marko Livaja        | AEK Atenas        | 9           |
| 2    | Giannis Fetfatzidis | Aris Thessaloniki | 9           |
| 2    | Petros Mantalos     | AEK Atenas        | 9           |
| 5    | Youssef El-Arabi    | Olympiacos        | 8           |
| 6    | Josip Mišić         | PAOK              | 7           |
| 7    | Kosmas Tsilianidis  | OFI               | 6           |
| 7    | Farley Rosa         | Panetolikos       | 6           |
| 7    | Adrián Riera        | Asteras Tripolis  | 6           |
| 10   | Hillal Soudani      | Olympiacos        | 5           |